# Федерал Хайтс
Федерал Хайтс (на английски: Federal Heights) е град в окръг Адамс, щата Колорадо, САЩ. Федерал Хайтс е с население от 12 065 жители (2000) и обща площ от 4,6 km². Намира се на 1613 m надморска височина. ЗИП кодът му е 80221, 80234, 80260, а телефонният му код е 303, 720.